# Обен, Тони
Тони Луи Александр Обен (фр. Tony Louis Alexandre Aubin, род. 8 декабря 1907, Париж — ум. 21 сентября 1981, Париж) — французский композитор.

## Биография
Тони Обен занимался с 1925 по 1930 гг. в Парижской консерватории под руководством Самуэля Руссо, Ноэля Галлона, Филиппа Гобера и Поля Дюка. В 1930 году он завоёвывает Римскую премию за кантату «Актеон» (Actéon). После этого работал на радио. С 1944 по 1977 гг. преподавал в Парижской консерватории музыкальное компонирование.
К творческому наследию композитора относятся опера, балеты, музыка для театра и кино, две симфонии и другие симфонические произведения, концерт для виолончели, произведения камерной музыки, пьесы для фортепиано, хора, а также песенная музыка.

## Сочинения
- Sonate für Klavier, 1930
- Quatuor à cordes, 1930/1933
- Prélude, Récitatif et Finale для фортепиано, 1930/1933
- Six poèmes de Verlaine, 1932/1933
- Cressida, Melodram, 1934
- 1. Sinfonie «Romantique», 1934/1936
- Le sommeil d’Iskender, 1936
- Cantilène variée для виолончели и фортепиано, 1937
- La Chasse infernale (Le chevalier Pécopin), симфония, 1941/1942
- Jeanne d’Arc à Orléans, оратория, 1942
- Suite danoise, 1942/1945
- Athalie, 1943
- 2. Sinfonie, 1944
- François Villon, 1945
- Fourberies, балет, 1950/1952
- Variations балет по мотивам Ф.Шуберта, 1953
- Grand pas балет по мотивам И.Брамса, 1953
- Suite éolienne для флейты, кларнета и оркестра, 1956
- Périls, лирическая драма, 1956/1958
- La Source, 1960
- Hymne à d’espérance, 1961
- Concertinetto для скрипки и фортепиано, 1964
- Concertinetto del amicizia для флейты и фортепиано, 1965.
- Concertino della Brughiera для фагота и фортепиано, 1966/1975
- Divertimento del incertezza для кларнета, фортепиано и струнного оркестра, 1967/ 1973
- La jeunesse de Goya, опера, 1968/1970
- Concertino delle scoiattolo для гобоя, фортепиано и струнного оркестра, 1970
- Au fil de l’eau, 1970
- Toccatrotta, 1972
- Hidalgoyas для гитары, 1975.